# جوني ماثيوز
جوني ماثيوز (بالإنجليزية: Johnny Matthews)‏ (1 يناير 1948 بكوفنتري في المملكة المتحدة - 25 ديسمبر 2019) هو مدرب كرة قدم ولاعب كرة قدم بريطاني في مركز الهجوم. لعب مع نادي يميريك وووترفورد يونايتد ولونغفورد تاون ‏ ونادي غالواي ‏ وألبرت روفرز ‏ وكورك يونايتد ‏ ودوري أيرلندا الحادي عشر ‏ ونيوكاسل وست ‏ وغالواي يونايتد ‏.

## وصلات خارجية
- جوني ماثيوز على موقع قاعدة بيانات كرة القدم.إي يو (الإنجليزية)